# Dichaetothyrea loei
Dichaetothyrea loei är en tvåvingeart som beskrevs av Tomasovic och Patrick Grootaert 2008. Dichaetothyrea loei ingår i släktet Dichaetothyrea och familjen rovflugor.
Artens utbredningsområde är Thailand. Inga underarter finns listade i Catalogue of Life.